# Sérgio da Rocha
Sérgio da Rocha (Dobrada, 1959. október 21. –) brazil római katolikus pap, a São Salvador da Bahia-i főegyházmegye érseke, bíboros.

## Életrajz
Rocha 1959. október 21-én született Dobradában, São Paulo államban és vidéken nőtt fel. Matão-i általános tanulmányai után filozófiát tanult a São Carlos-i egyházmegye szemináriumában, teológiát pedig a campinasi Teológiai Intézetben. A São Paulo-i Nossa Senhora de Assunção teológiai karon erkölcsteológiából szerzett licenciátust, és ugyanezen a területen doktorált a római Pápai Szent Alfonz Akadémián. 1984. december 14-én szentelték pappá Matão-ban.
Lelkipásztorként dolgozott São Carlos Água Vermelha negyedében, és 1985/1986-ban a São Carlos-i egyházmegye ifjúsági szolgálatának koordinátora volt; 1986/1987-ben és 1991-ben a campinasi Teológiai Hát spirituális igazgatója és a szeminárium filozófiaprofesszora; 1987-1988-ban és 1990-ben a Filozófiai Szeminárium rektora; 1987-ben és 1989-bena hivatásos szolgálat koordinátora; 1988/1989-ben a São Carlos-székesegyház káplánja; 1990-ben a Nossa Senhora de Fátima plébánia káplánja; koordinátor és a São Judas Tadeu kápolna rektora 1991-ben; 1997-től 2001-ig a campinasi PUC erkölcsteológia professzora és az egyházmegyei teológiai szeminárium rektora volt. Egyházmegyei szinten tagja volt az állandó diakónusok képzési csoportjának, valamint a Papi Tanácsnak és a Tanácsosok Testületének.

### Püspöki szolgálata
II. János Pál pápa 2001. június 13-án kinevezte őt Alba címzetes püspökévé és a Fortalezai főegyházmegye segédpüspökévé. Püspökké szentelték augusztus 11-én. 2007. január 31-én kinevezték a Teresinai főegyházmegye koadjutor érsekévé, és 2008. szeptember 3-án vette át az érseki széket.
XVI. Benedek pápa 2011. június 15-én Rochát nevezte ki João Braz de Aviz utódjává a Brazíliavárosi főegyházmegye érsekeként, augusztus 6-án iktatták be. A főegyházmegyében 11 új plébániát emelt, új terveket készített a hajléktalanok és a fiatalok támogatására, átszervezte a szemináriumot és az érsekség vezetését.
2015. november 14-én Ferenc pápa őt nevezte ki a püspöki szinódus 15 tagú tanácsának három kinevezettje közé, a családról szóló szinódust követően, amelyen Rocha a Brazil Püspöki Konferencia elnökeként vett részt.
Rocha tagja volt a Brazil Püspöki Konferencia (CNBB) Doktrinális Bizottságának, valamint a szegénység és éhezés leküzdésével foglalkozó munkacsoportnak. Az Északkeleti Regionális Konferenciában az Ifjúsági és Hivatásügyi Szolgálatot vezette, és annak titkáraként, a Doktrinális Bizottság tagjaként, az Állandó Tanács tagjaként és elnökeként tevékenykedett. A Latin-Amerikai és Karibi Püspöki Konferenciában (CELAM) a Hivatások és Szolgálatok Osztályát vezette. 2015. április 20-án négy évre megválasztották a CNBB elnökévé.
Ferenc pápa a 2016. november 19-i konzisztóriumon bíborossá kreálta és a Santa Croce in Via Flaminia-bazilikát jelölte ki címtemplomául.
2017 novemberében Ferenc pápa kinevezte Rochát a 2018. októberi, az ifjúsággal, a hittel és a hivatástisztázással kapcsolatos püspöki szinódus általános megbízottjává.
2020. március 11-én Ferenc pápa kinevezte a São Salvador da Bahia-i főegyházmegye érsekévé.

2021. május 21-én a helyi LMBT jogvédő szervezetek kérésére Rocha misét celebrált az LMBT közösség meggyilkolt tagjaiért. Homíliájában a következőket mondta:
Az Egyház arra hivatott, hogy irgalmas anya legyen; együtt szenved a nép ellen elkövetett erőszakkal... Az LMBTI+ népesség elleni erőszak szomorú jele egy olyan társadalomnak, amely hozzászokott az élet, a méltóság, a jogok folyamatos megsértéséhez, oly sok áldozat brutális halálához.
2023. március 7-én Ferenc pápa kinevezte őt a Bíborosi Tanács tagjává.